# 1754 Cunningham
Cunningham (asteróide 1754) é um asteróide da cintura principal com um diâmetro de 79,52 quilómetros, a 3,2896025 UA. Possui uma excentricidade de 0,1672029 e um período orbital de 2 867,5 dias (7,85 anos).
Cunningham tem uma velocidade orbital média de 14,9861699 km/s e uma inclinação de 12,11822º.
Esse asteróide foi descoberto em 29 de Março de 1935 por Eugène Delporte.